# مخدوم كندي
مخدوم كندي (بالفارسية: مخدوم‌کندی) هي مستوطنة تقع في قسم تشاراويماق المركزي في إيران. يقدر عدد سكانها بـ 157 نسمة .